# Okrog, Šentrupert
Okrog je naselje v Občini Šentrupert.